# DeHart Hubbard

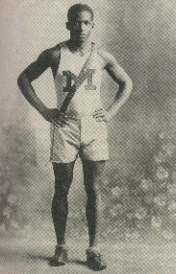
Hubbard 1924

William DeHart Hubbard (* 25. November 1903 in Cincinnati, Ohio; † 23. Juni 1976 in Cleveland, Ohio) war ein US-amerikanischer Leichtathlet, der in den 1920er Jahren als Weit- und Dreispringer erfolgreich war. Er wurde Olympiasieger, sprang Weltrekord und gewann zehn nationale Meisterschaften. Sein Olympiasieg im Weitsprung war das erste Gold für einen Schwarzen in einer Einzeldisziplin (der haitianische Constantin Henriquez hatte 1900 im Rugby gewonnen für Frankreich, John Taylor gewann 1908 als erster Afroamerikaner in der Staffel).

## Karriere
Im Weitsprung wurde er zwischen 1922 und 1927 sechs Mal in Folge Landesmeister. Hinzu kamen zwei Titel im Dreisprung:
| Jahr      | 1922         | 1923         | 1924 | 1925 | 1926 | 1927 |
| Weite (m) | 7,44 – 14,67 | 7,51 – 14,34 | 7,31 | 7,73 | 7,68 | 7,84 |

1928 wurde er im Weitsprung Dritter.

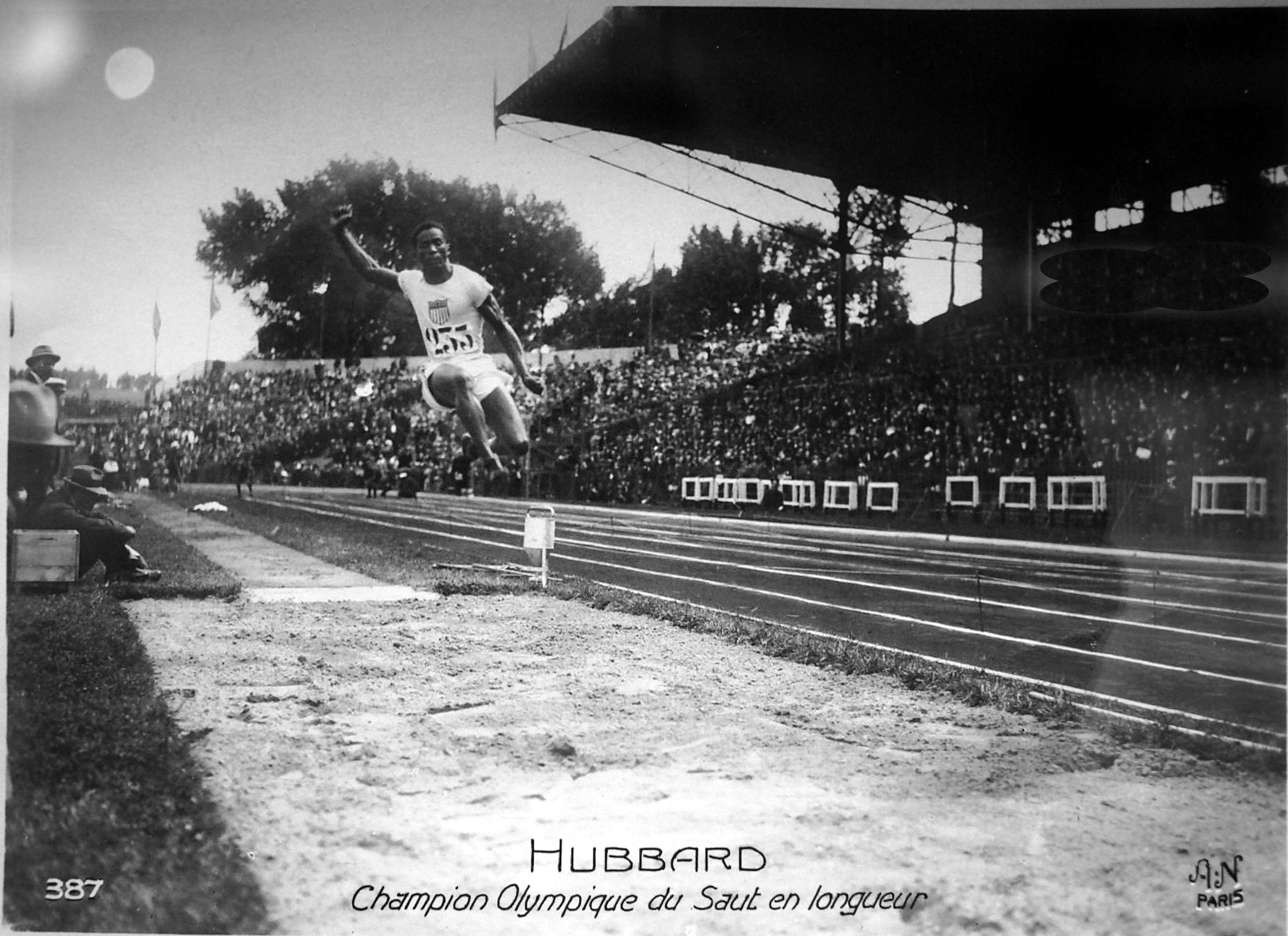
Hubbard bei den Olympischen Spielen 1924

Bei den Olympischen Spielen 1924 in Paris gewann er mit 7,44 m die Goldmedaille vor seinem Landsmann Edward Gourdin (Silber mit 7,27 m) und dem Norweger Sverre Hansen (Bronze mit 7,26 m). Auch im Dreisprung ging er an den Start, scheiterte jedoch schon im Vorkampf. An den Olympischen Spielen 1928 in Amsterdam nahm er ebenfalls teil, ohne den Endkampf zu erreichen.
Ein weiteres Erfolgsjahr war für ihn das Jahr 1925, als er nicht nur die Landesmeisterschaft, sondern auch zwei Hochschulmeisterschaften – er startete für die University of Michigan – gewann: Über 100 yds siegte er mit 9,8 s, im Weitsprung mit 7,90 m. Diese Leistung wurde jedoch nicht als Weltrekord anerkannt, da der Absprungbalken ein Inch höher lag als die Landegrube. Am 13. Juni desselben Jahres in Chicago gelang ihm jedoch ein zweiter fast genauso weiter Sprung: Mit 7,89 m verbesserte er den bisherigen Weltrekord seines Landsmannes Robert LeGendre um 13 Zentimeter. Der Rekord hatte drei Jahre lang Bestand.